# David Bordwell
David Bordwell (ur. 23 lipca 1947 w Penn Yan, zm. 29 lutego 2024) – amerykański teoretyk i historyk filmu, profesor filmoznawstwa na Uniwersytecie Wisconsin-Madison. Doktoryzował się w 1974 roku na Uniwersytecie Iowa. Od tamtego czasu napisał ponad 15 książek z dziedziny filmoznawstwa. W polskim przekładzie ukazał się jego najbardziej znany podręcznik poświęcony formalnej analizie dzieła filmowego: Film Art. Sztuka filmowa. Wprowadzenie (2010, wyd. Wojciech Marzec), który napisał razem z żoną, Kristin Thompson. Wraz z filozofem Noëlem Carrollem redagował antologię Post-Theory: Reconstructing Film Studies (1996), podejmującą problematykę współczesnej myśli filmowej. Większość z jego artykułów teoretyczno-filmowych znalazło się w zbiorze Poetics of Cinema (2007), nazwanym na cześć antologii Poetika kino, zredagowanej w 1927 przez rosyjskich formalistów.
Prowadził razem z żoną blog Observations on Film Art poświęcony popularyzacji wiedzy o filmie.

## Poglądy
Bordwell, razem z Kristin Thompson, związany był z neoformalistycznym nurtem współczesnych badań nad filmem, czerpiącym z tradycji literaturoznawczych rosyjskiej szkoły formalnej. Według nich należy rozdzielać percepcję samego filmu od jego właściwości semiotycznych, a w dociekaniach skupić się na procesie odbioru przez widza filmu jako formy estetycznej.

## Wybrane publikacje
- Filmguide to La Passion de Jeanne d’Arc (1973)
- Film Art: An Introduction (1979, współpraca z Kristin Thompson). Wydanie polskie: Film Art. Sztuka filmowa. Wprowadzenie. Warszawa: Wydawnictwo Wojciech Marzec, 2010.
- French Impressionist Cinema: Film Culture, Film Theory, Film Style (1980)
- The Films of Carl-Theodor Dreyer (1981)
- The Classical Hollywood Cinema: Film Style and Mode of Production to 1960 (1985, współpraca z Janet Staiger i Kristin Thompson)
- Narration in the Fiction Film (1985)
- Ozu and the Poetics of Cinema (1988)
- Making Meaning: Inference and Rhetoric in the Interpretation of Cinema (1989)
- The Cinema of Eisenstein (1993)
- Film History: An Introduction (1994, współpraca z Kristin Thompson)
- Post-Theory: Reconstructing Film Studies (1996, współredakcja z Noëlem Carrollem)
- On the History of Film Style (1997)
- Planet Hong Kong: Popular Cinema and the Art of Entertainment (2000)
- Figures Traced in Light: On Cinematic Staging (2005)
- The Way Hollywood Tells It: Story and Style in Modern Movies (2006)
- Poetics of Cinema (2008)
- Minding Movies: Observations on the Art, Craft, and Business of Filmmaking (2011, współpraca z Kristin Thompson)